# Roosmarijn Beckers
Roosmarijn Beckers, née le 23 octobre 1986 à Saint-Trond, est une femme politique belge, membre du Vlaams Belang (VB).

## Biographie
Roosmarijn Beckers naît le 23 octobre 1986 à Saint-Trond.
Lors des élections régionales de 2019, elle est élue députée au Parlement flamand.